# Adrien Ries

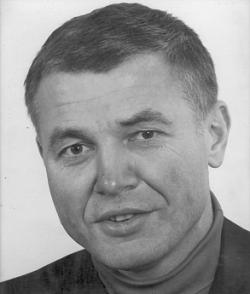
Adrien Ries

Adrien Nicolas Michel Ries (* 14. Juli 1933 in Bivels bei Vianden; † 10. Oktober 1991 in Ribeauvillé) war ein luxemburgischer Jurist, Ökonom und Autor.

## Leben und Wirken
Nach seinem Studium in Jura und Volkswirtschaft an der Universität Löwen arbeitete Ries von 1958 bis 1962 bei der Royal Dutch Shell in Luxemburg und Brüssel. Anschließend wechselte er als Beigeordneter Kabinettschef unter Lambert Schaus in die Verwaltung der Europäischen Wirtschaftsgemeinschaft. Ab 1965 unterstanden ihm die Bereiche Wettbewerbsbedingungen, Preispolitik und allgemeine Wirtschaftsfragen in der Europäischen Agrarpolitik. Von 1979 bis 1987 bekleidete er das Amt des Direktors in der Generaldirektion für Landwirtschaftsfragen. Währenddessen wurde er für kurze Zeit als Kabinettschef des Luxemburger EG-Kommissionspräsidenten Gaston Thorn berufen. Darüber hinaus war er Mitglied in mehreren bedeutenden Institutionen und Vereinigungen und leitete als Präsident die Luxemburger Vereinigung Îles de Paix.
Ries war vor allem verantwortlich für die Prägung der Idee der „Nordstad“, eines im Norden Luxemburgs gelegenen wirtschaftlicher Ergänzungspols zu den Ballungszentren im Zentrum (Luxemburg-Stadt) und im Süden (Minette-Region). Er trat zudem als Autor von Fachbüchern und zahlreichen Aufsätzen in bekannten Fachzeitschriften sowie mehreren Reisetagebüchern in Erscheinung.

## Würdigung
In seiner Heimatregion wurde der 46 km lange Etappenwanderweg Adrien Ries Nordstad nach dem leidenschaftlichen Fernwanderer benannt.

## Werke (Auswahl)
- Le parc automobile luxembourgeois et son influence sur la consommation de carburants. Mémoire présenté en vue de l'obtention du titre de licencié en sciences commerciales et financières, 128 p., 1962
- Die Rechtsfragen der Agrarpolitik. In: Arnulf Clauder et al.: Einführung in die Rechtsfragen der europäischen Integration, S. 159–169, 2. Aufl. Europa Union Verl., Bonn 1972.
- Agrarpolitik : Viele Seelen in mancher Politiker-Brust. in: Eg-Magazin 10: 7–8, Bonn 1978.
- Bivelser Tagebuch. 127 S. Sankt-Paulus Druckerei, Luxemburg 1978.
- Diekirch und seine Industrien. in: Luxemburger Wort Jg. 131, N°106: 21 & N°107: 7, Luxembourg 1978.
- Struktur der griechischen Agrarwirtschaft und die gemeinsame Agrarpolitik. In: Griechenland und die Gemeinschaft. Beitrittsprobleme. Berichte über Landwirtschaft 56 (1978), n°1: 240–253, Hamburg/Berlin 1978.
- Das ABC der Europäischen Agrarpolitik. 1. Aufl., 171 S., Nomos-Verlagsgesellschaft, Baden-Baden 1979, ISBN 3-7890-0499-5.
- Die landwirtschaftlichen Aspekte der Erweiterung der Europäischen Gemeinschaft: Griechenland. 55 S., in: Grünes Europa 173, Beilage zum Dokumentationsbulletin. D/AGR./DE. Bruxelles 1980.
- Rieden op lëtzebuergesch [vol.1]. 140 p., Imprimerie Saint-Paul, Luxembourg 1981.
- Rieden op lëtzebuergesch [vol.2]: eng nei Kollektioun mat Texter op lëtzebuergesch. 142 p., Imprimerie Saint-Paul, Luxembourg 1981.
- Die europäischen Institutionen in Luxemburg. in: Luxemburger Marienkalender 102 (1983): 118–120, Luxembourg 1982.
- Israelisches Tagebuch. 136 S., Sankt-Paulus Druckerei, Luxembourg 1982.
- Die Rolle der Blinden in der luxemburgischen Volkswirtschaft. Jahrbuch 1983: 66–71, Association des Aveugles du Luxembourg 1983.
- Grossherzogins Geburtstag: 34 ironische Geschichten. Mit Zeichnungen von Roger Leiner, 92 p., éd. Guy Binsfeld, Impr. V. Buck, Luxembourg 1983.
- Impression, édition et télédiffusion au Luxembourg. 131 p., Institut grand-ducal, Impr. Saint-Paul, Luxembourg 1983.
- Mehr Masse als Klasse : Flug über Luxemburgs Medienlandschaft. in: Lëtzebuerger Almanach '86: 160–163, éd. Guy Binsfeld, Luxembourg 1985.
- Orient Express 1983. 157 p., Impr. Saint-Paul, Luxembourg 1986.
- Die Sprengung der Bivelser Ourbrücke am 25. September 1939. in: Ous der Veiner Geschicht Nr. 6: 55–67, Veiner Geschichtsfrënn, Vianden 1988.
- Hemmer, Carlo, Jean Milmeister, Pierre Bassing, Adrien Ries, Lex Roth & Lex Jacoby (réds), Société électrique de l'Our (éd.): Der Our entlang / Le long de l'Our. 126 p., éd. Guy Binsfeld, Luxembourg. Tiramisú, Esch-sur-Alzette 1989.
- Camino de Santiago, ein Pilgergang von Bivels nach Santiago de Compostela. 3. Aufl., 248 S., éditions Saint-Paul, Luxemburg 2000, ISBN 2-87963-078-9.